# Lateranverträge

Karte der Vatikanstadt (Annex der Verträge)
1. AAAAAA Vatikanisches Territorium
2. EEEEEE Ebenso, aber Sicherheitsagenden an italienische Exekutive delegiert
3. FF0000 Status unklar

Die Lateranverträge vom 11. Februar 1929, abgeschlossen zwischen dem Heiligen Stuhl, vertreten durch Kardinalstaatssekretär Pietro Gasparri, und dem Königreich Italien, vertreten durch den faschistischen Ministerpräsidenten Benito Mussolini, sind ein völkerrechtlicher Vertrag, mit dem die sogenannte Römische Frage gelöst wurde. Der Heilige Stuhl erhielt darin ein Territorium und seine staatliche Souveränität, Italien und der Vatikan anerkannten sich gegenseitig. Der Name der Verträge leitet sich vom Ort der Unterzeichnung, dem Lateranpalast, ab.

## Vorgeschichte

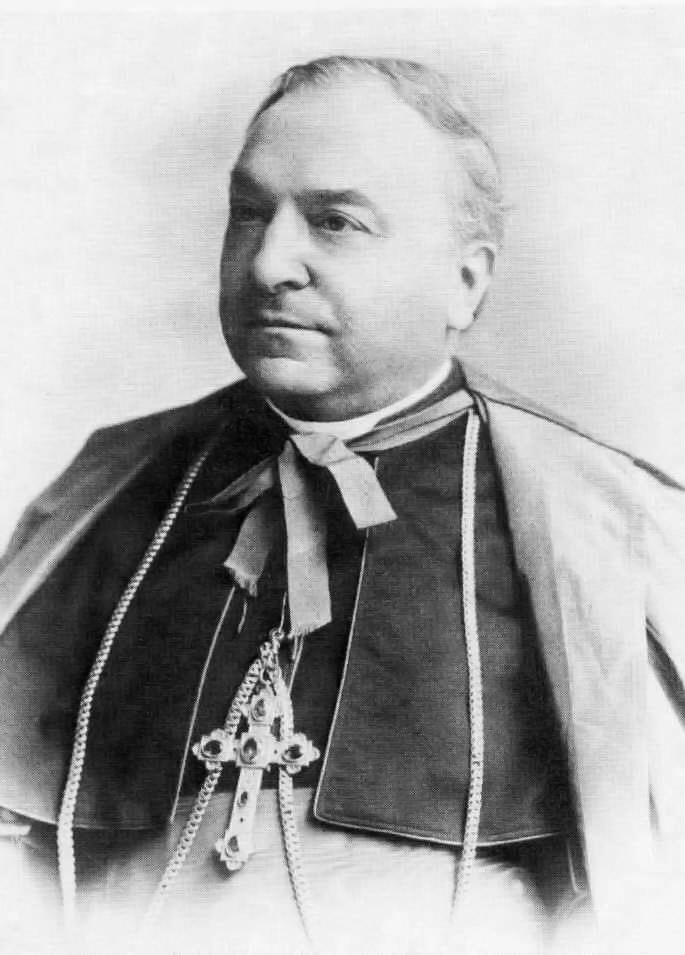
Kardinalstaatssekretär Pietro Gasparri (etwa 1910–1929)

Bei den italienischen Unabhängigkeitskriegen wurde der Kirchenstaat 1870 besetzt. Mehrere Päpste protestierten dagegen und weigerten sich, das als Ersatz beschlossene Garantiegesetz anzuerkennen. Der italienische Staat weigerte sich seinerseits, dem Papsttum Gebiete zu überlassen oder eine internationale Vermittlung zu akzeptieren. Es kam zu einem langen Stillstand, der sowohl dem Papsttum als auch dem Ruf des italienischen Königreiches schadete. Nach seiner Wahl zum Papst 1922 trieb Pius XI. das Thema voran und fand in Benito Mussolini, der ebenfalls 1922 an die Macht gekommen war, einen Gleichgesinnten. Mussolini war an einer Aussöhnung mit der katholischen Kirche interessiert, um dem Faschismus Legitimität zu verschaffen. Francesco Pacelli, der Bruder des späteren Papstes Pius XII., verhandelte die Verträge von 1926 bis 1929 geheim mit Domenico Barone, dem Vertreter Italiens. Ein Beiziehen internationaler Akteure wurde von beiden Seiten nicht für notwendig erachtet.

## Das Vertragswerk

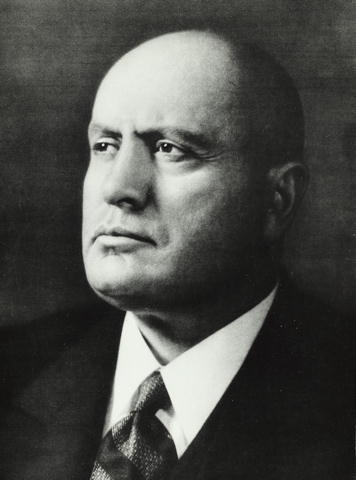
Italiens Ministerpräsident Benito Mussolini

Der Versöhnungsvertrag besteht aus einer Präambel, 27 Artikeln und einem Annex. Der Heilige Stuhl erkannte das Königreich Italien unter der Savoyen-Dynastie und Rom als dessen Hauptstadt an. Das Garantiegesetz wurde abgeschafft. Italien erkannte die Unabhängigkeit und Souveränität des Heiligen Stuhls, auch bei internationalen Beziehungen, an. Ein Territorium in der Größe von 44 Hektar wurde festgelegt, in welchem der Vatikan seine Staatsbürger ansiedeln und seine Rechtsprechung ungehindert ausüben konnte. Der römisch-katholische Glaube wurde zu Italiens einziger Staatsreligion, ohne den übrigen Glaubensgemeinschaften Einschränkungen aufzuerlegen. Der Vatikan erhielt das Recht zur Münzprägung und Briefmarkenausstellung, sowie das Recht, diplomatische Vertreter auszusenden und zu empfangen. Italien verpflichtete sich zu einer adäquaten Wasserversorgung, einem Eisenbahnanschluss samt einer zu erbauenden Station in Vatikan-Stadt, sowie zur Anbindung der Stadt an das internationale Post-, Telefon- und Telegraphen-Netz. Der Vatikan verpflichtete sich zu immerwährender Neutralität. Das Überfliegen des Territoriums mit Flugzeugen jeglicher Art wurde verboten. Die Person des Papstes galt als heilig und unverletzlich, Angriffe gegen ihn, in Wort wie in Tat, wurden nach italienischem Gesetz ähnlich wie Delikte gegen den König bestraft. Zentrale Verwaltungsorgane der Kirche waren von staatlicher Einmischung Italiens ausgenommen. Der Heilige Stuhl erhielt das Eigentumsrecht über die Papstbasiliken Lateranbasilika, Santa Maria Maggiore und Sankt Paul vor den Mauern, zudem andere Kirchen und Gebäude in Rom sowie die päpstliche Residenz Castel Gandolfo, wobei alle als exterritorial galten.
Das Konkordat, mit einer Präambel und 45 Artikeln, regelte die Beziehung der römisch-katholischen Religion und Kirche zu Italien. Dem Heiligen Stuhl, Bischöfen und Priestern wurde die freie Ausübung der geistlichen Hoheit und Religion garantiert, einschließlich öffentlicher Gottesdienste. Italien verpflichtete sich Vorfälle zu unterbinden, welche dem heiligen Charakter Roms entgegenstünden. Das Recht des Heiligen Stuhls auf freie Kommunikation mit der katholischen Welt in beliebiger Sprache wurde festgeschrieben. Die Wahl von Erzbischöfen und Bischöfen unterlag einem Einspruchsrecht Italiens und musste diesem vorher angezeigt werden. Neue Bischöfe mussten einen Treueeid auf Italien leisten. Die Kirche hatte das Recht, eigene Pfründe zu vergeben, aber italienischen Staatsbürgern stunden italienische Pfründe zu, und die italienische Regierung musste vorab über die Ernennung betreffender Personen informiert werden. Das Exequatur und Placet wurden abgeschafft. Priester und Geistliche wurden vom Militärdienst und vom Geschworenendienst befreit. Die Basiliken Heiliges Haus in Loreto, San Francesco und San Antonio in Padua sowie alle Katakomben in Rom und Italien wurden dem Heiligen Stuhl übertragen. Der Staat anerkannte kirchliche Ehen wie nach bürgerlichem Recht, außerdem ließ er einen Religionsunterricht an öffentlichen Schulen durch autorisierte Priester, Geistliche oder Laien zu. Religiöse Verbände, Konfraternitäten (Priesterbruderschaften) und Hilfsorganisationen der Katholische Aktion wurden genehmigt. Für Priester und Geistliche galt ein Verbot der Betätigung in politischen Parteien.
Die Finanzkonvention sprach dem Heiligen Stuhl eine finanzielle Entschädigung für den Verlust des Kirchenstaats 1870 zu: 750 Millionen Lire bar und 1 Milliarde Lire in übertragbaren italienischen Staatsanleihen mit 5 % Verzinsung.
Darüber hinaus enthält der Vertrag im Annex eine von beiden Partnern paraphierte Karte des rund 44 Hektar großen Gebiets der Vatikanstadt.

## Nachgeschichte
Um 1931 wurden Vorwürfe der Faschisten laut, dass die Katholische Aktion mehr politisch als religiös tätig sei. Die Faschisten beanspruchten die exklusive Kontrolle über alle Jugendorganisationen. Pius XI. verurteilte zudem die italienischen Rassengesetze von 1937 als konkordatswidrig. Nach dem Ende des Faschismus und des Königreiches wurde Italien 1946 zur Republik. Die Lateran-Verträge wurden mit Zustimmung kommunistischer, sozialistischer und christlich-demokratischer Abgeordneter in die neue Verfassung übernommen.
Seit dem Abschluss der Verträge hat es mehrere Ergänzungen gegeben, so die Unterstellung zusätzlicher Gebiete unter die Souveränität des Heiligen Stuhls (unter anderem die Sendeanlage des Vatikanradios in Santa Maria di Galeria).

## Konkordat 1985

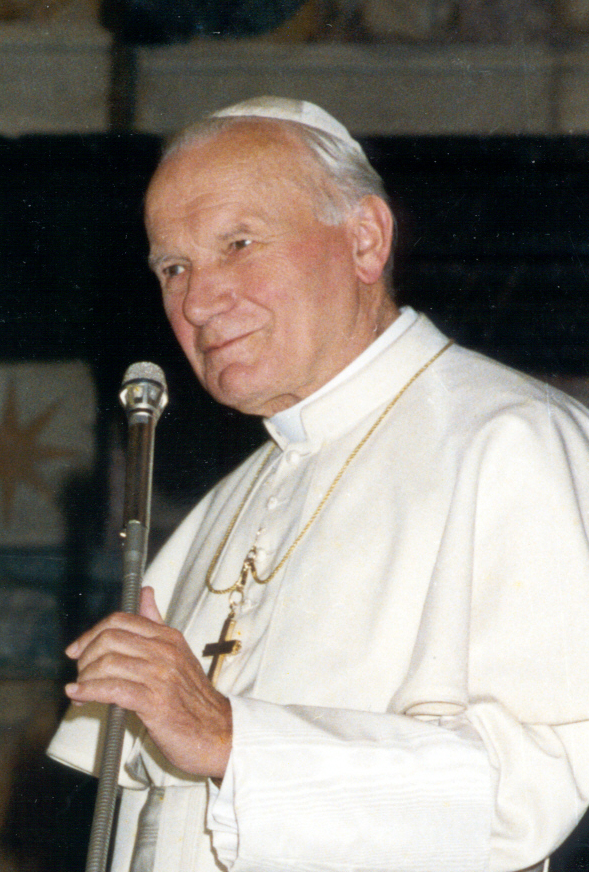
Papst Johannes Paul II. (1991)

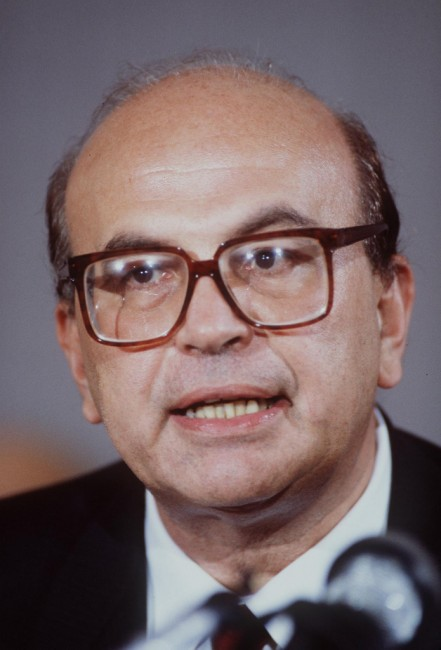
Ministerpräsident Bettino Craxi (vor 1987)

Ein am 18. Februar 1984 unterzeichnetes und am 3. Juni 1985 ratifiziertes neues Konkordat revidierte einen Teil der Lateranverträge. Es berücksichtigte die Beschlüsse des zweiten vatikanischen Konzils von 1965 und war besser auf die italienische Verfassung abgestimmt. Neu war der Auftrag zur Zusammenarbeit mit dem Staat zum Zweck des Gemeinwohls der Bürger.
Das Konkordat besteht aus einer Präambel, 14 Artikeln und zwei Zusatzprotokollen, von denen eines die Verwaltung kirchlicher Güter regelt. Die Unabhängigkeit und Souveränität des Vatikans und der katholischen Kirche wurden bestätigt. Die Kirche anerkannte das Primat des Staates in weltlichen Angelegenheiten und wurde im Gegenzug als oberste Kompetenz in religiösen, spirituellen und moralischen Fragen anerkannt. Die Stellung als einzige Staatsreligion, das Einspruchsrecht des Staates gegen die Ernennung von Bischöfen sowie der Treueeid gegenüber dem Staat wurden abgeschafft. Priester, Diakone und Ordensmitglieder waren vom Militärdienst befreit und mussten in Notzeiten einen Zivildienst leisten. Gotteshäuser dürfen ohne die Zustimmung des Heiligen Stuhls vom Staat nur im Notfall besetzt, enteignet oder abgerissen werden. Das Recht auf Asyl in einem Heiligtum wurde bekräftigt. Sonntage und andere religiöse Feiertage wurden staatlich anerkannt. Kirchliche Institutionen und Vereinigungen dürfen weder diskriminiert noch privilegiert werden. Einrichtungen nach kanonischem Recht gelten als juristische Personen. Eine nach kanonischem Recht geschlossene Ehe wurde weiterhin wie nach bürgerlichem Recht anerkannt, das Ehesakrament fiel weg. Das Recht der Kirche, Schulen zu gründen und Religion in allen öffentlichen Bildungseinrichtungen außer an Universitäten zu unterrichten, wurde bestätigt. Der Religionsunterricht ist freiwillig. Bildungseinrichtungen nach kanonischem Recht obliegen der Kirche. Religiöse Dienste für Personen in Krankenhäusern, Pflegeheimen, Gefängnissen und Kasernen wurden verbrieft.